# Wusterhusen
Wusterhusen (pol. Ostrożno) – miejscowość i gmina w Niemczech w kraju związkowym Meklemburgia-Pomorze Przednie, w powiecie Vorpommern-Greifswald, wchodzi w skład Związku Gmin Lubmin.